# Von Dü
 Der er for få eller ingen kildehenvisninger i denne artikel, hvilket er et problem. Du kan hjælpe ved at angive troværdige kilder til de påstande, som fremføres i artiklen.

Von Dü er et dansk ska/reggae-band, der blev etableret i foråret 2007. De spillede på Roskilde Festival 2009. Deres debutalbum, Tak til de gamle, blev udgivet den 29. april, 2010.
Bandet opstod i miljøet omkring den danske ska-scene. Von Dü spiller grundlæggende reggae præget af en del dancehall breaks, og har i forskellige sange også elementer af ska, hiphop, funk og disko.
Von Dü's tekster har været genstand for en del debat.[kilde mangler] Op til bandets anden koncert blev de fulgt af et filmhold og da resultatet af dette blev lagt på YouTube blev bandets tekster/musik udsat for livlig debat på reggae-/dancehall-forummet dancehall.dk.[kilde mangler] I forbindelse med Von Dü's pladedebut blev teksterne omdrejningspunkt for DR Kulturs og DR P1s dækning af udgivelsen. Von Dü's lyrik behandler mange forskellig emner fra de mere alvorlige om bandekrig og incest til de noget lettere om glæden ved det kolde bord og tomme lommer. Disse emner bliver dog ofte behandlet temmelig satirisk og med underforstået ironi, hvilket har givet anledning til bl.a. førnævnte fokusering, men er dermed også blevet et særkende for bandet.[kilde mangler]

## Medlemmer
- Bjørn Hardenberg (Trommer)
- Emil Fredberg Stricker (Guitar og kor)
- Laurits Trier Hansen (Percussion og kor)
- Morten Nygaard (Vokal)
- Mads Peter Steenstrup (Trompet og kor)
- Ole Hylling (Trækbasun og kor)
- Oliver Grønne (Bas og kor)
- Tobias Steinmann (Altsaxofon og kor)
- Troels Kjær (Keyboards)

## Diskografi

### Studiealbum
- Tak Til De Gamle (2010)
- Sommer i Danmark (2011)
- Beskidte Tanker (2012)
- Bankende Hjerter (2016)
- Engangsliv (2023)

### Demo/EP
- Smag(sp)røven (2009)
- Sommer I Danmark (2011)
- Sexy Slange - EP (2012)
- Fred i Stormen - EP (2015)

### Single
- "Voksentøj" (2011)
- "Sommer I Danmark (Radio Edit)" (2012)
- "Sexy Slange" (2012)
- "Du En Pige" (2014)
- "Fred i Stormen - EP" (2015)
- "Et Aftryk" (2015)
- "Genstart" (2015)